# Hermann Lebert
Hermann Lebert , cujo nome de nascimento foi Hermann Lewy  (Wrocław, 9 de junho de 1813 – Bex, Suíça, 1 de agosto de 1878) foi um médico e naturalista alemão.

## Biografia
Lebert nasceu em Breslau. Ele estudou medicina e ciências naturais primeiro em Berlim e depois em Zurique com Johann Lukas Schönlein. Depois de receber seu doutorado em medicina (Zurique, 1834), viajou por toda a Suíça, estudando botânica. Para o próximo ano e meio, ele estudou em Paris, particularmente com o Barão Guillaume Dupuytren e Pierre Charles Alexandre Louis. Em 1838 instalou-se em Bex, mudando depois entre Bex e Paris. De 1842 a 1845 trabalhou principalmente em anatomia comparada, que o interessou durante suas viagens como estudante na costa da Normandia e nas Ilhas do Canal com Charles-Philippe Robin. Em uma missão do governo, ele coletou espécimes para o Musée Orfila. Após uma estadia em Berlim durante o inverno de 1845-1846, Lebert se estabeleceu em Paris, onde dedicou seus esforços tanto à prática quanto ao trabalho científico. Em 1853 aceitou um convite para se tornar professor de clínica médica em Zurique, e seis anos depois mudou-se para Breslau, onde ocupou o mesmo cargo. Em 1862, foi eleito membro da American Philosophical Society. Em 1874 retornou a Bex, Suíça, onde passou o resto de sua vida.
Lebert foi um dos primeiros a usar o microscópio na anatomia patológica e, portanto, contribuiu de forma importante tanto para a patologia quanto para a medicina clínica.

## Obras
- Physiologie pathologique. 2 volumes e atlas. Paris, Baillière, 1845.
- Ueber Gehirnabscesse. Arquivos para anatomia patológica e fisiologia e para medicina clínica, Berlim, 1856, 10: 78-109, 352-400, 426-468.
- Traité d’anatomie pathologique générale et spéciale.  2 volumes. Paris, Baillière, 1857 and 1861.
- Handbuch der praktischen Medicin.  2 volumes. Tübingen, 1855, 1856.
- Handbuch der allgemeinen Pathologie und Therapie. Tübingen, 1865.
- Quelques expériences sur la transmission par inoculation des tubercules. Bulletin de l’Académie de médecine, Paris, 1866, 32: 119–151.
- Grundzüge der ärztlichen Praxis. 3 Lieferungen. 1866.
- Traité pratique des maladies scrofuleuses et tuberculeuses, Paris, 1849. (dt. Übers. von Reinhold Köhler: Lehrbuch der Scrophel- und Tuberkelkrankheiten. 1851.)
- Traité pratique des maladies cancéreuses. Paris, 1851.
- Klinik der Brustkrankheiten. 2 volumes. Tübingen, 1874.
- Die Krankheiten des Magens. Tübingen, 1878.
- Die Krankheiten der Blut- und Lymphgefässe. Em: (Rudolf Virchows) Manual de Patologia e Terapia Especial, Volume 5, Parte 2: 1-152. 1ª edição, Erlangen 1861 (6 volumes, Erlangen, 1854-1876)